# Dactylagnus parvus
Dactylagnus parvus е вид лъчеперка от семейство Dactyloscopidae.

## Разпространение
Видът е разпространен в Коста Рика, Мексико, Никарагуа и Панама.